# Demonax narayani
Demonax narayani är en skalbaggsart som beskrevs av Holzschuh 1984. Demonax narayani ingår i släktet Demonax och familjen långhorningar.
Artens utbredningsområde är Nepal. Inga underarter finns listade i Catalogue of Life.